# Dicranum grevilleanum
Dicranum grevilleanum là một loài rêu trong họ Dicranaceae. Loài này được Brid. Bruch & Schimp. mô tả khoa học đầu tiên năm 1847.